# Jeff Fenholt
Jeff Fenholt (Ohio, 15 de setembro de 1950 — California, 11 de setembro de 2019) foi um cantor e ator estadunidense. 
Foi vocalista das bandas de heavy metal Joshua e Rondinelli, mas ficou conhecido por ser o principal ator do musical Jesus Cristo Superstar, quando interpretou o personagem principal em mais de 700 apresentações.

## Morte
Fenholt faleceu em 10 de setembro de 2019, cinco dias antes de seu 69º aniversário.